# Kailarsenia stenosepala
Kailarsenia stenosepala là một loài thực vật có hoa trong họ Thiến thảo. Loài này được (Merr.) Tirveng. mô tả khoa học đầu tiên năm 1983.